# Artaxerxes II
Artaxerxes II Mnemon (tiếng Ba Tư:Artakhshathra II) (khoảng 436 TCN - 358 TCN) là vua Ba Tư từ 404 TCN tới khi băng hà. Ông là con của Darius II và Parysatis.
Nhiều người tin ông chính là vua Ahasuerus trong Kinh thánh.

## Triều đại
Ông đã bảo vệ được vị trí của mình sau khi đối đầu với em trai Cyrus Trẻ, người đã bị đánh bại và giết chết trong trận Cunaxa năm 401 TCN, và chống lại một cuộc nổi dậy của thống đốc tỉnh, các phó vương (366-358 TCN). Ông cũng đã tham gia vào một cuộc chiến tranh với những đồng minh xa xưa, người Spatan, những người, dưới thời Agesilaus II, đã xâm chiếm Tiểu Á.Để chuyển hướng chú ý của người Spata, Artaxerxes đã hỗ trợ cho những kẻ thù của họ: đặc biệt là Athens, Thebes, và Corinthians.Những người được hỗ trợ để đối đầu với người Spata mà còn được biết đến với tên Chiến tranh Corinthian. Năm 386 TCN, Artaxerxes II phản bội đồng minh của mình với việc dàn xếp hiệp ước với Sparta và trong Hiệp ước Antalcidas ông đã buộc những đồng minh cũ của mình phải chấp nhận các điều khoản. Hiệp ước này phục hồi quyền kiểm soát các thành phố Hy Lạp ở Ionia và Aeolis trên bờ biển Anatolia cho người Ba Tư, trong khi đem lại cho Sparta quyền thống trị trên đất liền Hy Lạp.
Mặc dù thành công trong việc chống lại người Hy Lạp, Artaxerxes đã gặp nhiều rắc rối với người Ai Cập, những người đã thành công trong việc nổi loạn chống lại ông vào đầu triều đại của ông.Một cố gắng để chinh phục lại Ai Cập vào năm 373 TCN đã hoàn toàn thất bại. Nhưng vào lúc cuối đời ông, người Ba tư đã cố gắng để đánh bại nỗ lực chung của Ai Cập-Sparta nhằm chinh phục Phoenicia.
Ông được ghi lại là có rất nhiều vợ.Vợ chính của ông là Stateira, cho đến khi bà bị đầu độc bởi mẹ của Artaxerxes,Parysatis khoảng năm 400 TCN. Một người vợ chính khác là một phụ nữ Hy Lạp của vùng Phocaea tên là Aspasia (không giống như thiếp của Pericles). Artaxerxes II được cho là đã có hơn 115 người con trai từ 350 vợ.
Ông cũng được cho là đã yêu một thái giám trẻ mang tên là Tiridates, người đã qua đời "khi ông ta mới bước qua tuổi thiếu niên".Cái chết của ông đã gây ra cho Artaxerxes một nỗi đau rất lớn.